# تسوباسا نيشي
تسوباسا نيشي (باليابانية: 西翼؛ بالكانا: ニシ ツバサ) هو لاعب كرة قدم ياباني في مركز الوسط، ولد في 8 أبريل 1990 في كوماموتو في اليابان. لعب مع ليخيا غدانسك.

## وصلات خارجية
- تسوباسا نيشي على موقع دوري كوريا الجنوبية (الإنجليزية)
- تسوباسا نيشي على موقع قاعدة بيانات كرة القدم.إي يو (الإنجليزية)
- تسوباسا نيشي على موقع Soccerway.com (الإنجليزية)